# Kingston Springs
Kingston Springs est une municipalité américaine située dans le comté de Cheatham au Tennessee.
Selon le recensement de 2010, Kingston Springs compte 2 756 habitants. La municipalité s'étend sur 9,92 milles carrés (25,69 km2).
En 1807, Lewis Dunn s'implante avec sa famille sur les rives de la Harpeth River (en). L'arrivée du chemin de fer dans les années 1860 permet à la localité de se développer. Kingston Springs devient une municipalité en 1965,. Elle doit son nom aux sources (en anglais : springs) qui l'entourent et à la famille Kingston.